# Bayerische Vereinsbank

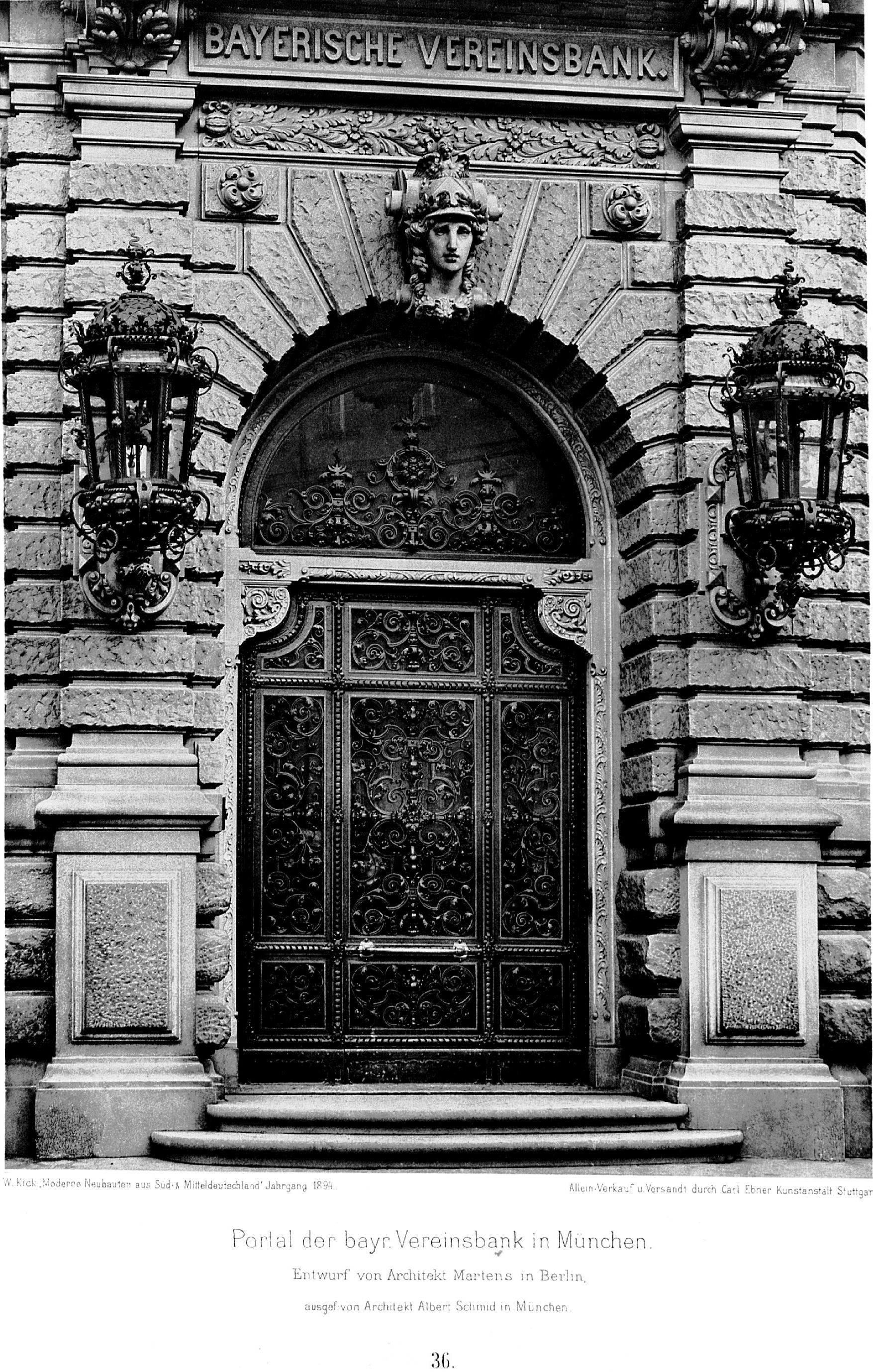
Portal der Bayerischen Vereinsbank in München

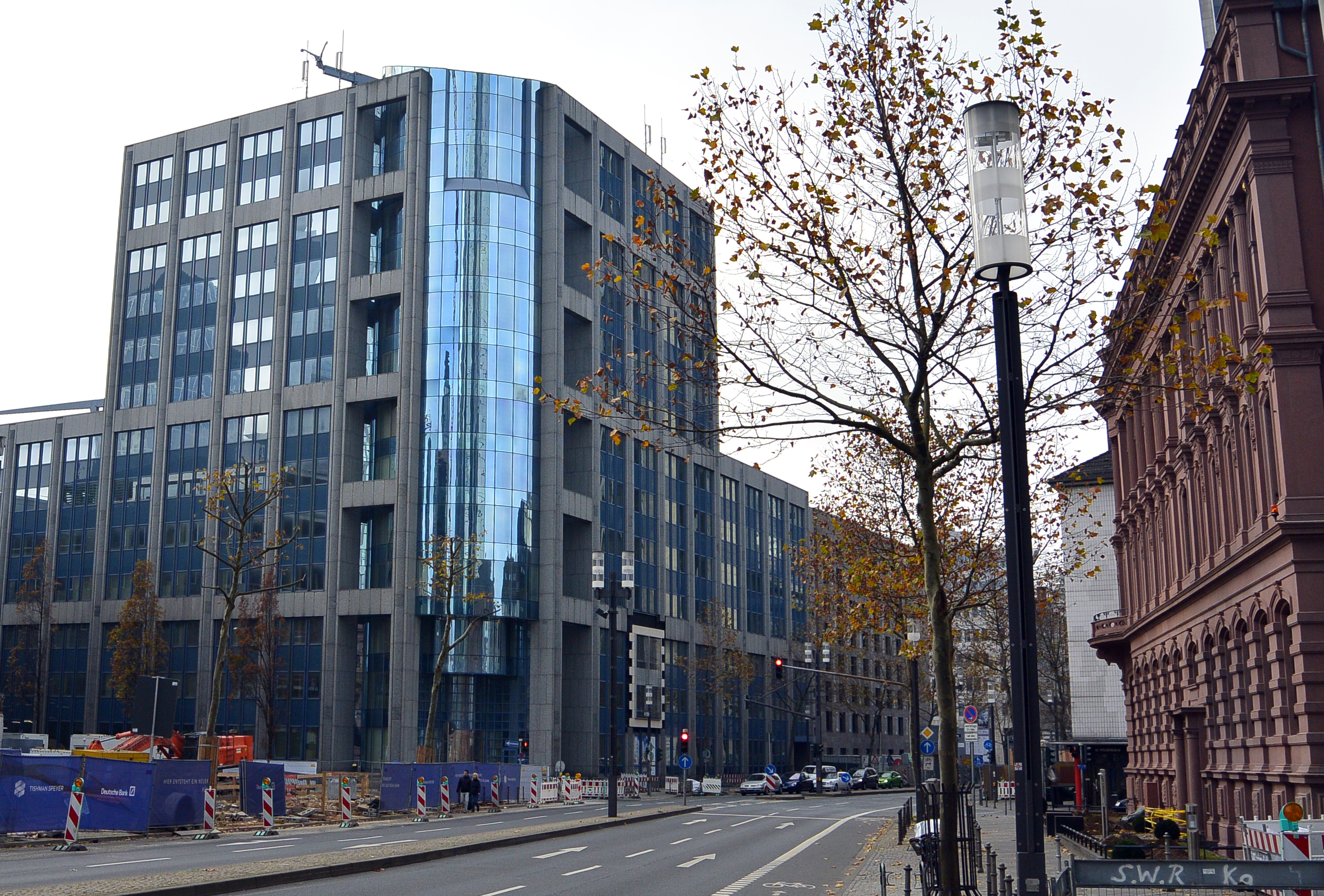
1992 errichtete die Bayerische Vereinsbank eine große Außenstelle am Finanzplatz Frankfurt

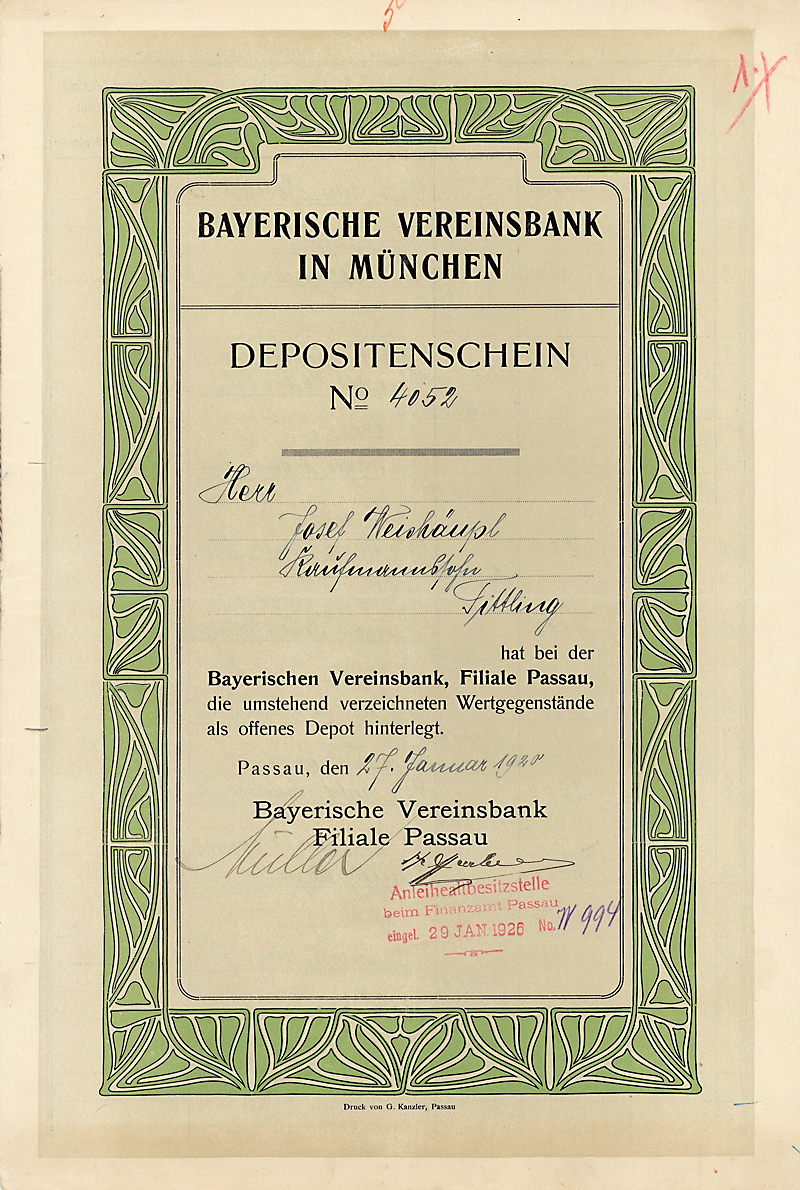
Depositenschen der Bayerischen Vereinsbank vom 27. Januar 1920

Die Bayerische Vereinsbank AG war eine Großbank mit Geschäftsschwerpunkt in Bayern. 1998 fusionierte sie mit der Bayerischen Hypotheken- und Wechsel-Bank AG zur Bayerischen Hypo- und Vereinsbank AG.

## Geschichte
Initiiert von Münchner und Augsburger Hofbankiers, Angehörigen des Hofadels und bürgerlichen Geschäftsleuten, erhielt sie am 11. April 1869 die Bankkonzession und eröffnete am 1. Juli 1869 ihre Schalter. Beteiligt an der Gründung und Finanzierung war maßgeblich die Anglo-Österreichische Bank. Kundenstamm wie auch Bankhaus mitsamt Personal und Anwesen in der Prannerstraße 5 in München übernahm sie vom Mitgründer Christoph Robert von Froelich.
Zwei Jahre später erhielt sie die Erlaubnis für das Bodenkreditgeschäft und wurde so zum „gemischten Institut“. Im Gegensatz zu den meisten anderen Banken durfte die Bayerische Vereinsbank fortan außer dem Bank- auch das Hypothekenbankgeschäft betreiben. Zur Bayerischen Vereinsbank gehörten auch drei Hypothekenbanken:  Bayerische Handelsbank AG, Süddeutsche Bodencreditbank AG und Nürnberger Hypothekenbank AG. 
Anfang der 1950er-Jahre eröffnete die Bayerische Vereinsbank erste Geschäftsstellen im Ausland und begann in den 1960er-Jahren deutschlandweit und international zu expandieren. 1971 übernahm sie vom Freistaat Bayern die Bayerische Staatsbank, wodurch eine der größten Banken Deutschlands entstand. Der weitere Ausbau der Bankengruppe wurde unter anderem durch Fusionen mit dem Bankhaus Röchling (Saarbrücken) im Jahre 1978 und der Simonbank (Düsseldorf) 1991 forciert. 1998 war die Bayerische Vereinsbank schließlich die drittgrößte Bank Deutschlands.
1998 fusionierte die Bayerische Vereinsbank mit der Bayerischen Hypotheken- und Wechselbank durch Übernahme deren Aktienmehrheit zur Bayerischen Hypo- und Vereinsbank AG, kurz HypoVereinsbank. In diese Fusion ist die Bayerische Hypotheken- und Wechselbank mit einer schweren Hypothek gegangen, da sie erhebliche Altlasten, insbesondere aus der Vergabe von Immobiliendarlehen in den neuen Bundesländern, hatte. Aber auch die Bayerische Vereinsbank musste nach der Fusion zugeben, erhebliche Risiken aus Immobiliendarlehen und sonstige Kreditrisiken in ihren Büchern gehabt zu haben.

## Sprecher des Vorstandes
- 1869–1873: Andreas Siegel
- 1873–1897: Friedrich Volz
- 1898–1907: Joseph Pütz
- 1908–1928: Adolf Pöhlmann
- 1929–1937: Hans Christian Dietrich
- 1938–1956: Karl Butzengeiger
- 1956–1959: Wilhelm Biber
- 1959–1968: Hans Christoph Freiherr Tucher von Simmelsdorf
- 1968–1975: Werner Premauer
- 1975–1990: Maximilian Hackl
- 1990–1998: Albrecht Schmidt